# Воробьёвас, Модестас
Модестас Воробьёвас (лит. Modestas Vorobjovas; 30 декабря 1995) — литовский футболист, полузащитник клуба «Истанбулспор» и сборной Литвы.

## Клубная карьера
В 2011 году подписал контракт с клубом высшей лиги Литвы «Шяуляй», но дебютировать в главной лиге страны смог лишь 13 марта 2013 года, выйдя на замену в матче с «Судувой». В феврале 2016 года, после расформирования «Шяуляя», подписал контракт с командой «Тракай».
В «Тракай» играл три сезона В январе 2019 футболист стал игроком «Жальгириса».

## Карьера в сборной
Впервые был вызван в сборную Литвы в сентябре 2017 года на матчи отборочного турнира чемпионата мира 2018 против Шотландии и Словении, однако на поле не вышел. Дебютировал за сборную 23 марта 2018 года в товарищеском матче со сборной Грузии, в котором вышел на замену после перерыва. Осенью того же года принимал участие в Лиге наций УЕФА, где сыграл во всех 6 матчах турнира, однако сборная Литвы не смогла набрать ни одного очка.